# Architecture fonctionnaliste en Belgique

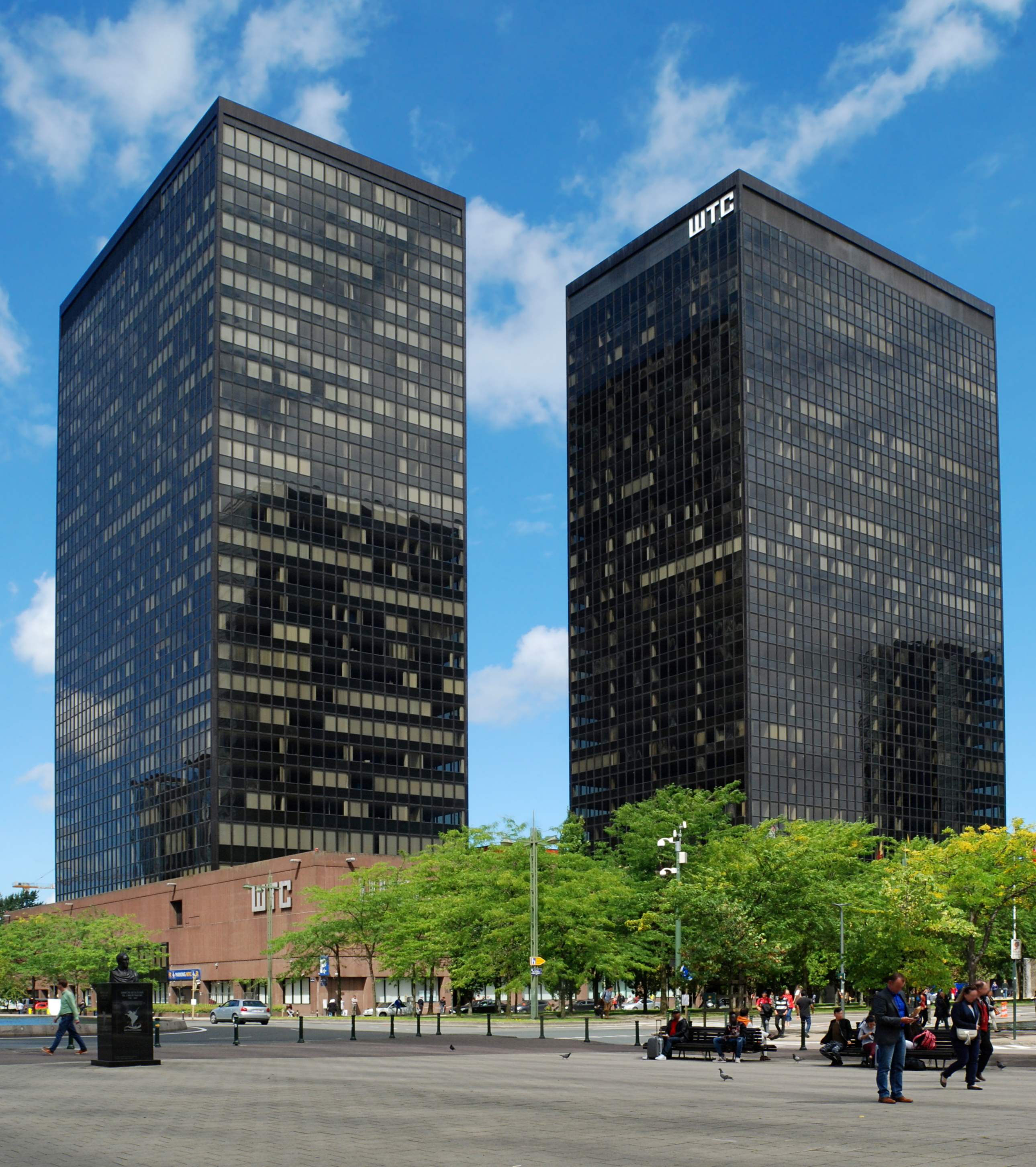
World Trade Center 1 et 2 (Bruxelles).

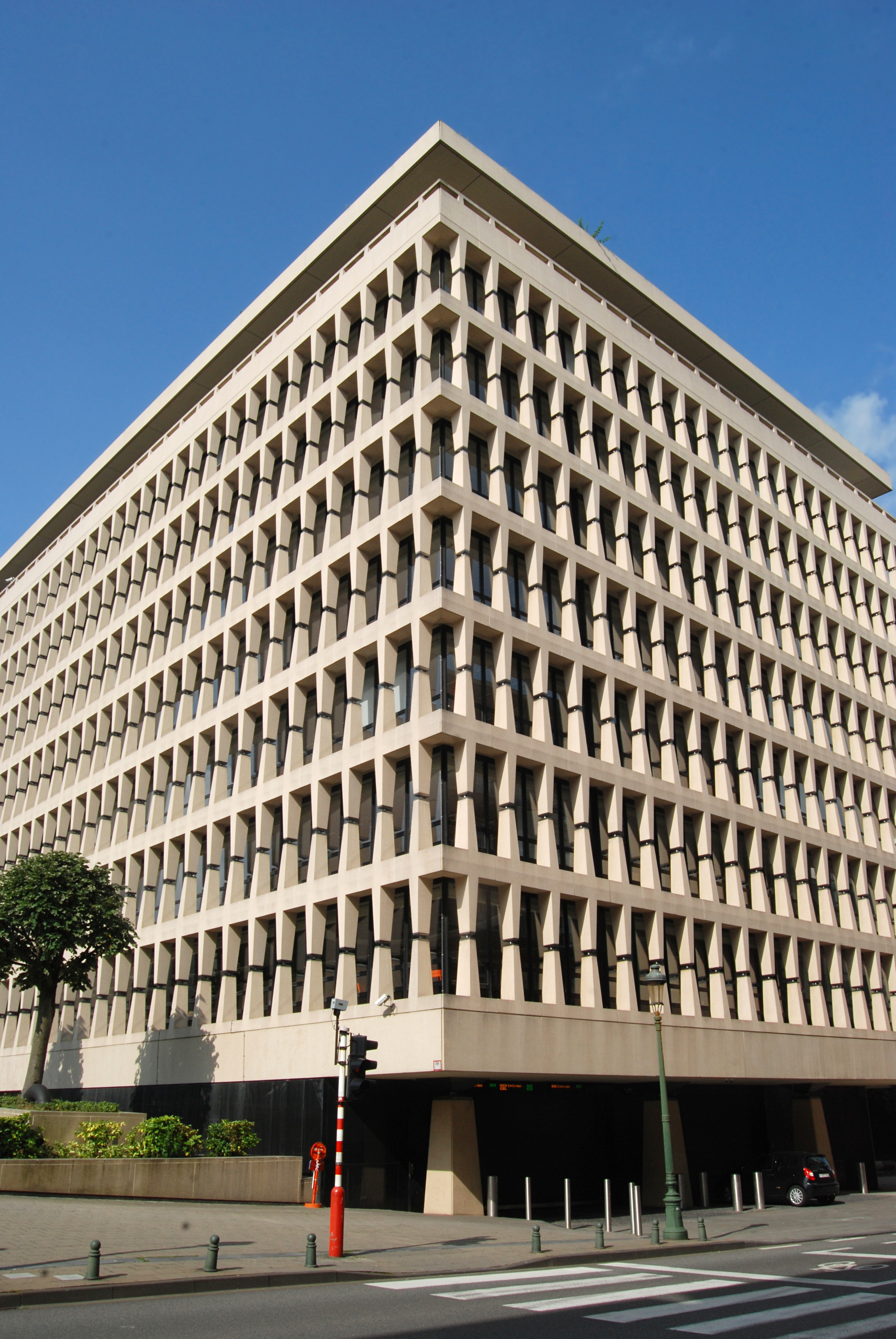
Siège de la Banque Lambert
(Gordon Bunshaft, 1960)

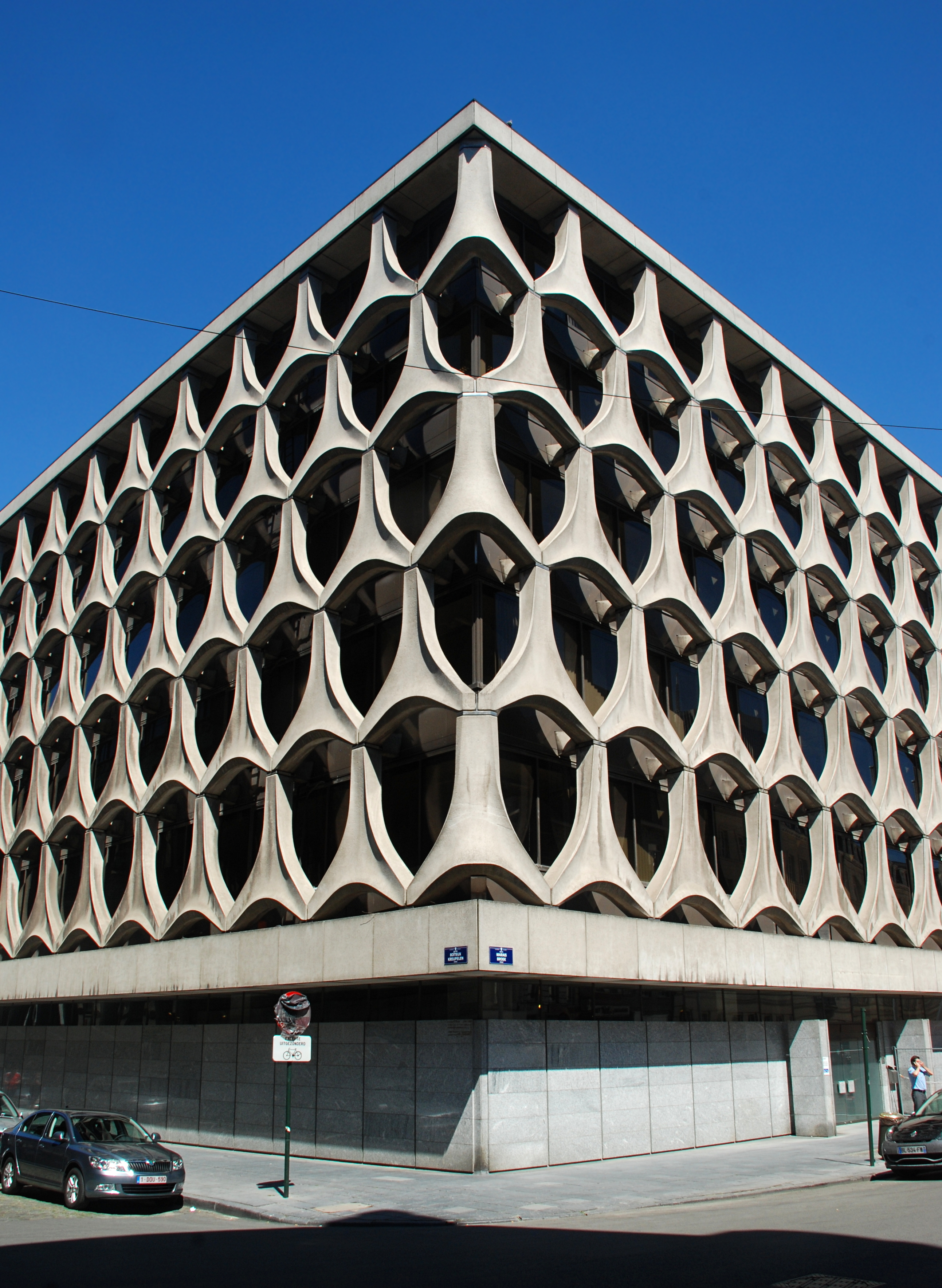
Bâtiment Marais de la CGER
(Lambrichs, Grochowski et de Laveleye, 1973)

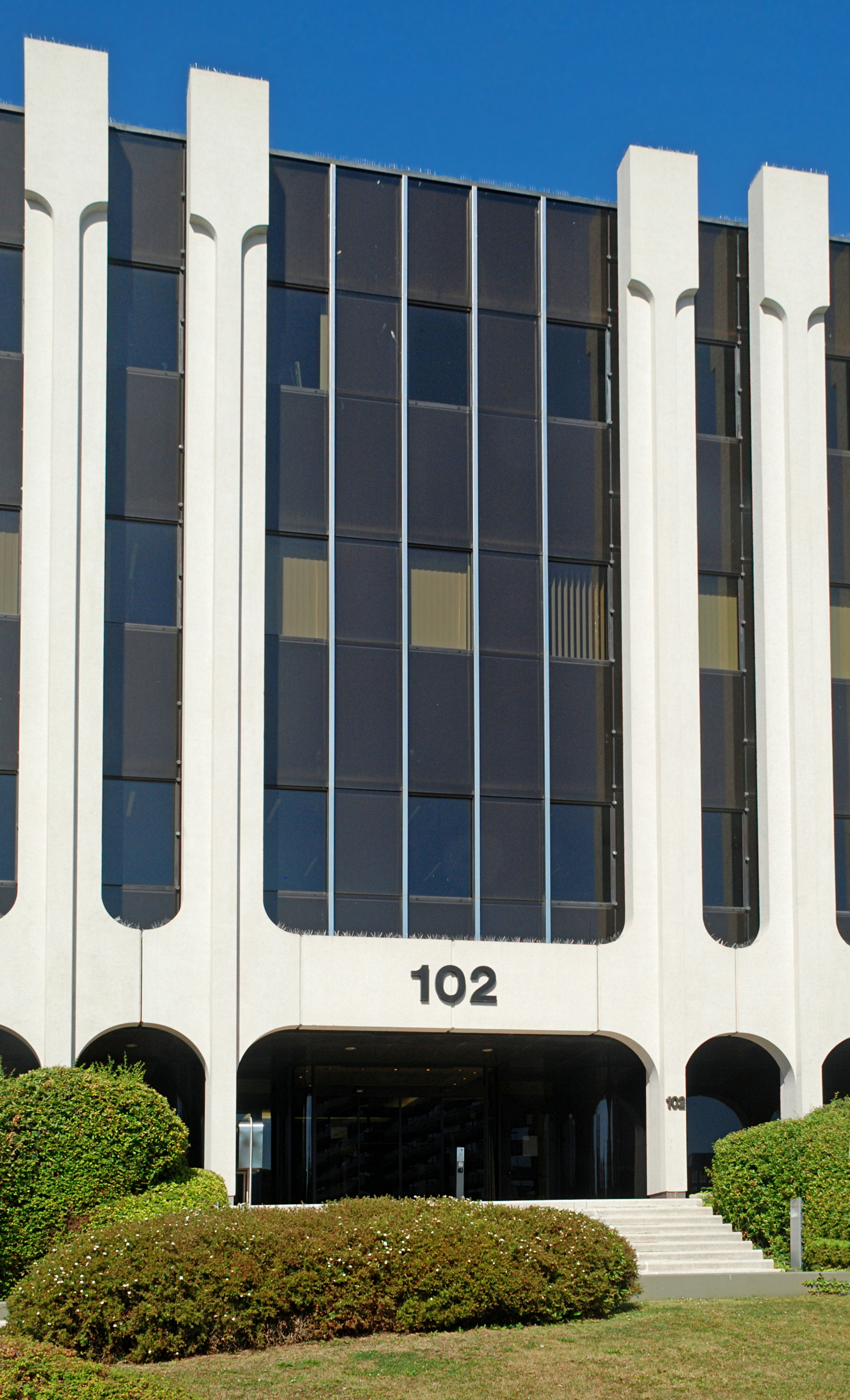
Boulevard de la Woluwe no 102.

L'architecture fonctionnaliste est le style qui domine l'architecture en Belgique durant les années 1950, 1960 et 1970, aux côtés de l'architecture monumentale.
Héritier et continuateur du modernisme en Belgique, ce style est fort décrié en raison de l'aspect jugé froid et sans style de ses tours, mais il a malgré tout donné une série d'immeubles bas (low-rise buildings) de qualité comme le siège de la Banque Lambert, l'immeuble Glaverbel, le siège de la CBR (Cimenteries Belges Réunies), le siège de la Royale Belge, le bâtiment Marais de la CGER (Caisse Générale d'Épargne et de Retraite), le siège de Hewlett-Packard, l'immeuble « Louise / Claus » ou encore le premier siège de SWIFT à la Hulpe.
Durant les années 1990 et 2000, certaines des tours fonctionnalistes (high-rise buildings), jugées inesthétiques, sont mises au goût du jour et parées d'atours de style postmoderne.

## Historique

### Origines
Durant les années 1930, l'architecture en Belgique est dominée par quatre styles : l'Art déco, l'architecture moderniste, l'architecture monumentale et le style Beaux-Arts.
Au sortir de la Seconde Guerre mondiale, l'Art déco et le style Beaux-Arts s'effacent pour laisser le champ libre au modernisme qui mute et devient le fonctionnalisme : « Il faudra attendre le changement d'échelle introduit par la reconstruction et l'équipement du pays après la Seconde Guerre mondiale pour que le modernisme s'impose par son seul aspect économique. Mais il s'appliquera alors à de grands ensembles et des opérations d'envergure qui révéleront son inhumanité et lui feront perdre sa dimension poétique ».
En marge du fonctionnalisme, on notera la survivance de l'architecture monumentale qui, après s'être développée tout au long des années 1930 et avoir marqué un temps d'arrêt dû à la Seconde Guerre mondiale, reprend à partir de 1948 pour connaître un deuxième essor durant les années 1950 dans le domaine de l'architecture officielle.

### Apogée

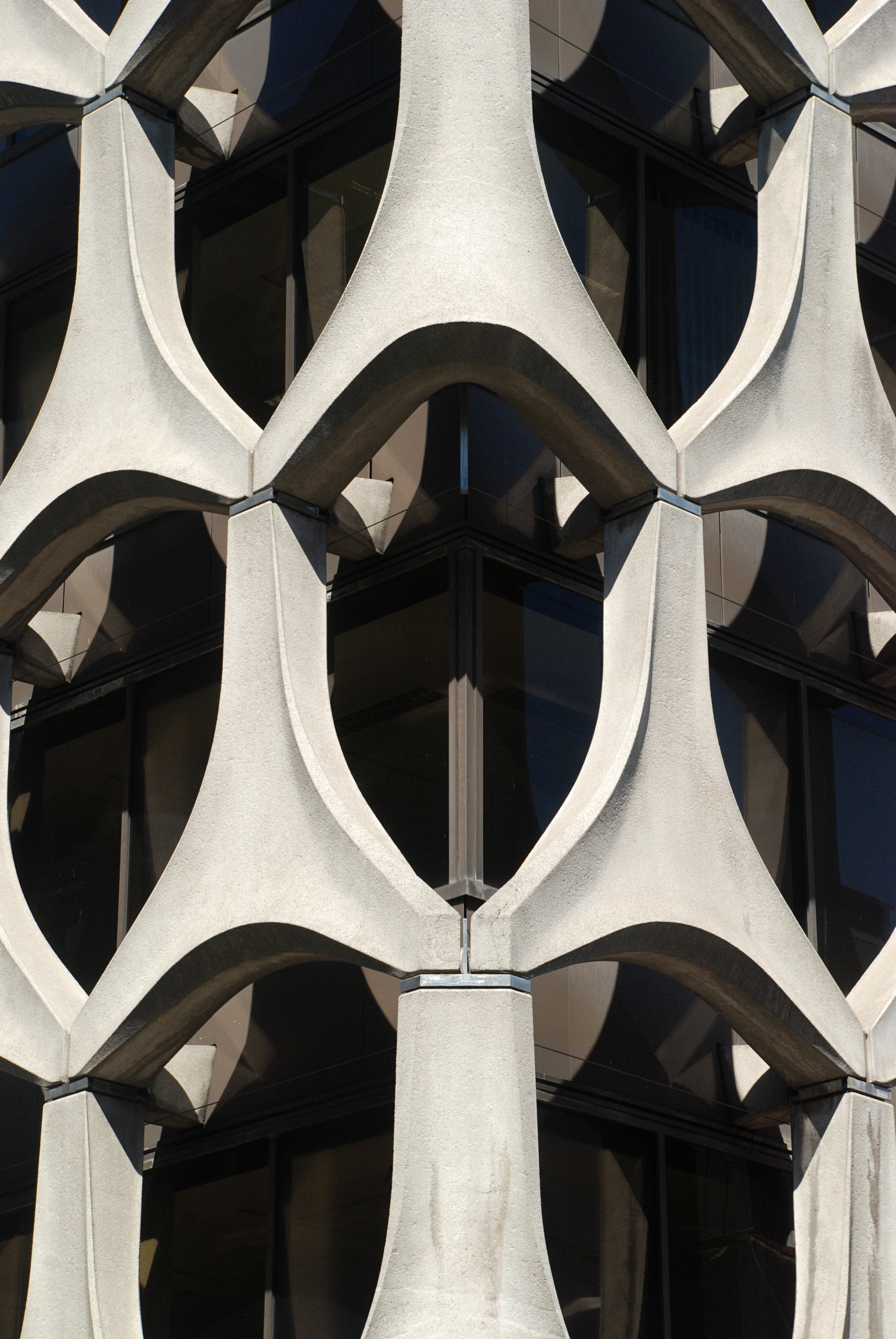
Bâtiment Marais de la CGER (1969-1973).

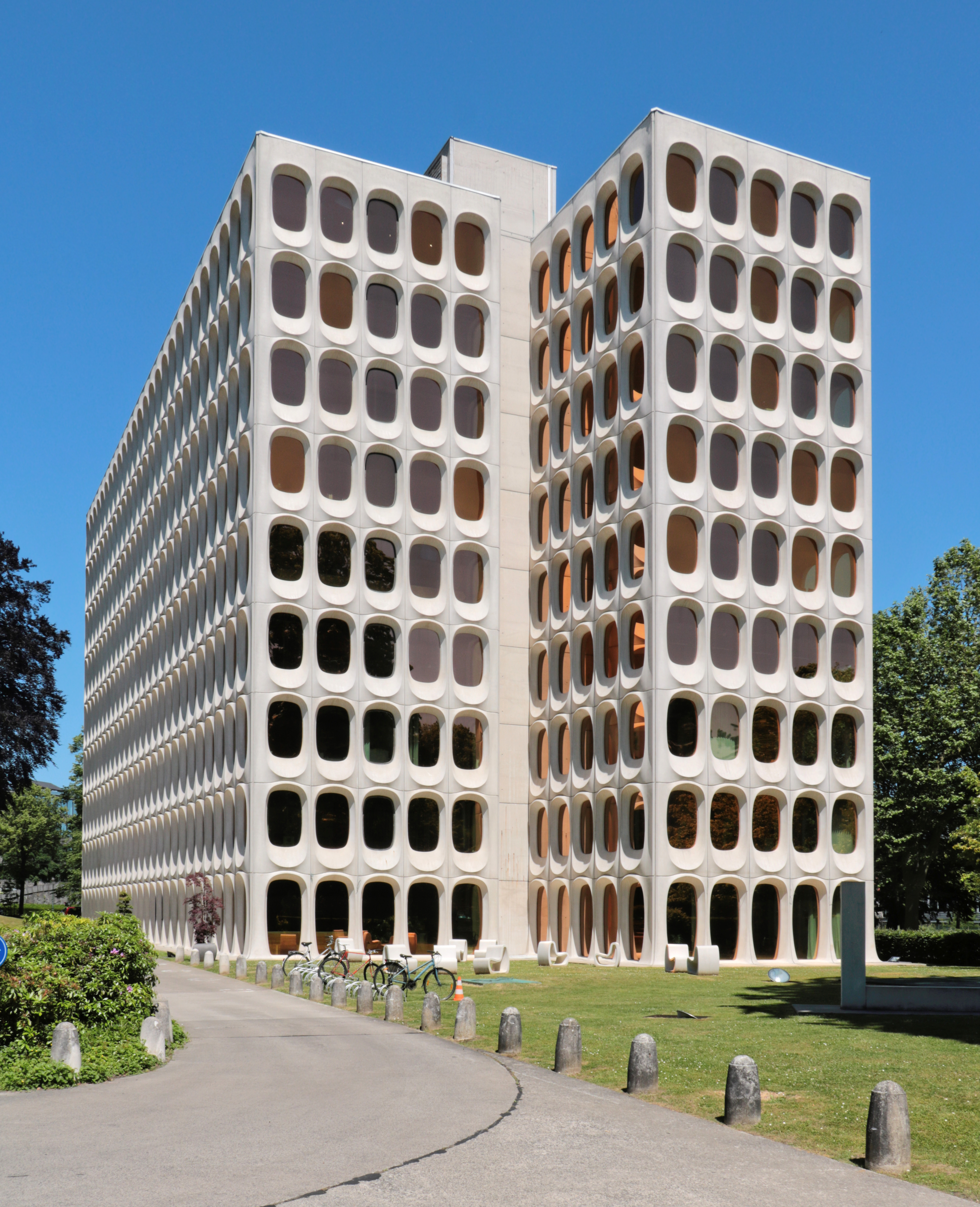
Ancien siège social des Cimenteries CBR (Brodzki et Lambrichs, 1967-1970).

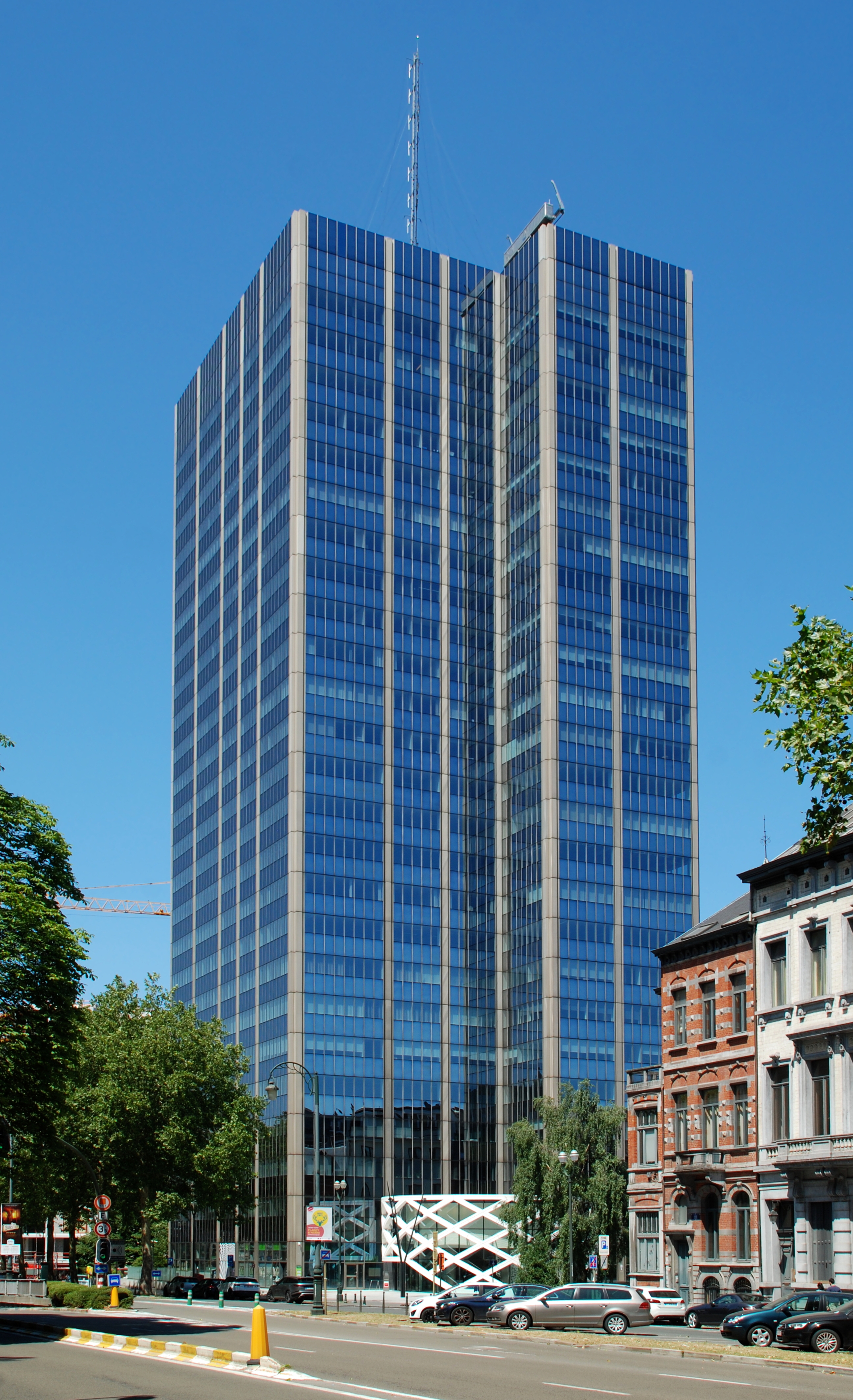
Blue Tower
(Henri Montois, 1976).

Tout au long des années 1950, 1960 et 1970, le fonctionnalisme règne en maître et couvre les villes belges d'immeubles dotés d'une fonction de bureaux ou de logements (comme les immeubles Etrimo ou Amelinckx).
Bruxelles voit ainsi émerger une série de gratte-ciel ("high-rise buildings") comme les tours du World Trade Center, le Centre international Rogier (Martini Center), le Botanic Building, la tour IBM, la tour Madou, la tour Astro, la tour des Finances, le Manhattan Center, la tour de la Loterie Nationale, la tour AG, l'hôtel Brussels Hilton, la tour du Midi, toutes indissociablement liées au concept de « Bruxellisation », cette dégradation de la ville et du cadre de vie de ses habitants due à l'action des promoteurs immobiliers, qui détruit le Quartier Nord, rasé dans les années 1960 par le promoteur immobilier Charlie de Pauw qui rêvait d'y ériger un petit Manhattan, et détruit la Maison du Peuple de Victor Horta, remplacée par une tour sans style baptisée par dérision « tour Blaton », du nom de l'entrepreneur qui l'a érigée.
Mais, dans le même temps, on voit apparaître une série d'immeubles bas ("low-rise buildings") à l'architecture plus soignée comme le siège de la Banque Lambert (devenue Banque Bruxelles Lambert ou BBL, absorbée plus tard par ING), le siège de Glaverbel, le siège de la CBR (chaussée de la Hulpe 185), le siège de la Royale Belge, le bâtiment Marais de la CGER, le siège de Hewlett-Packard (boulevard de la Woluwe no 100 et son voisin le no 102), le Palais de justice de Charleroi ou encore le premier siège de SWIFT à la Hulpe.

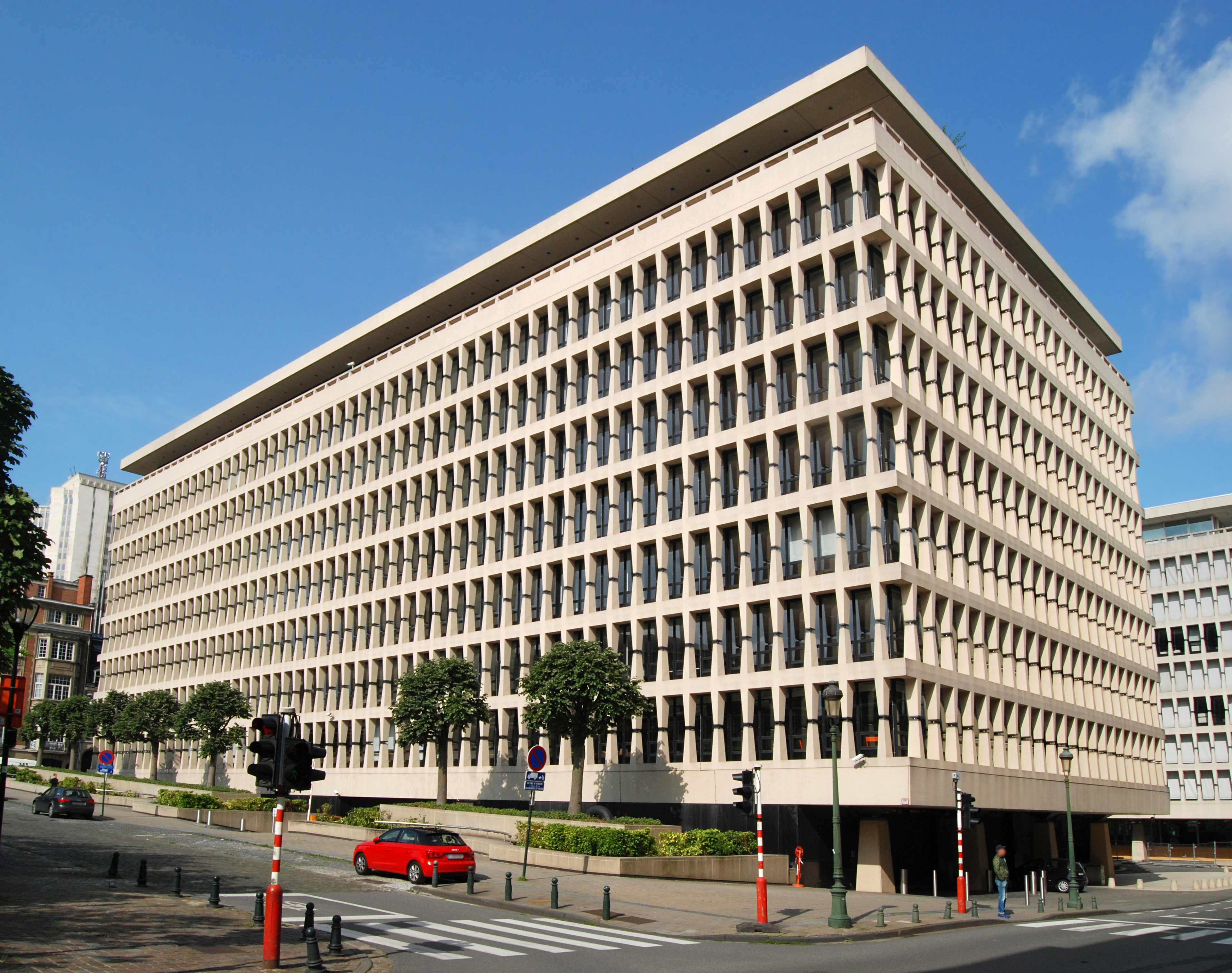
Banque Lambert (Bunshaft, 1960).
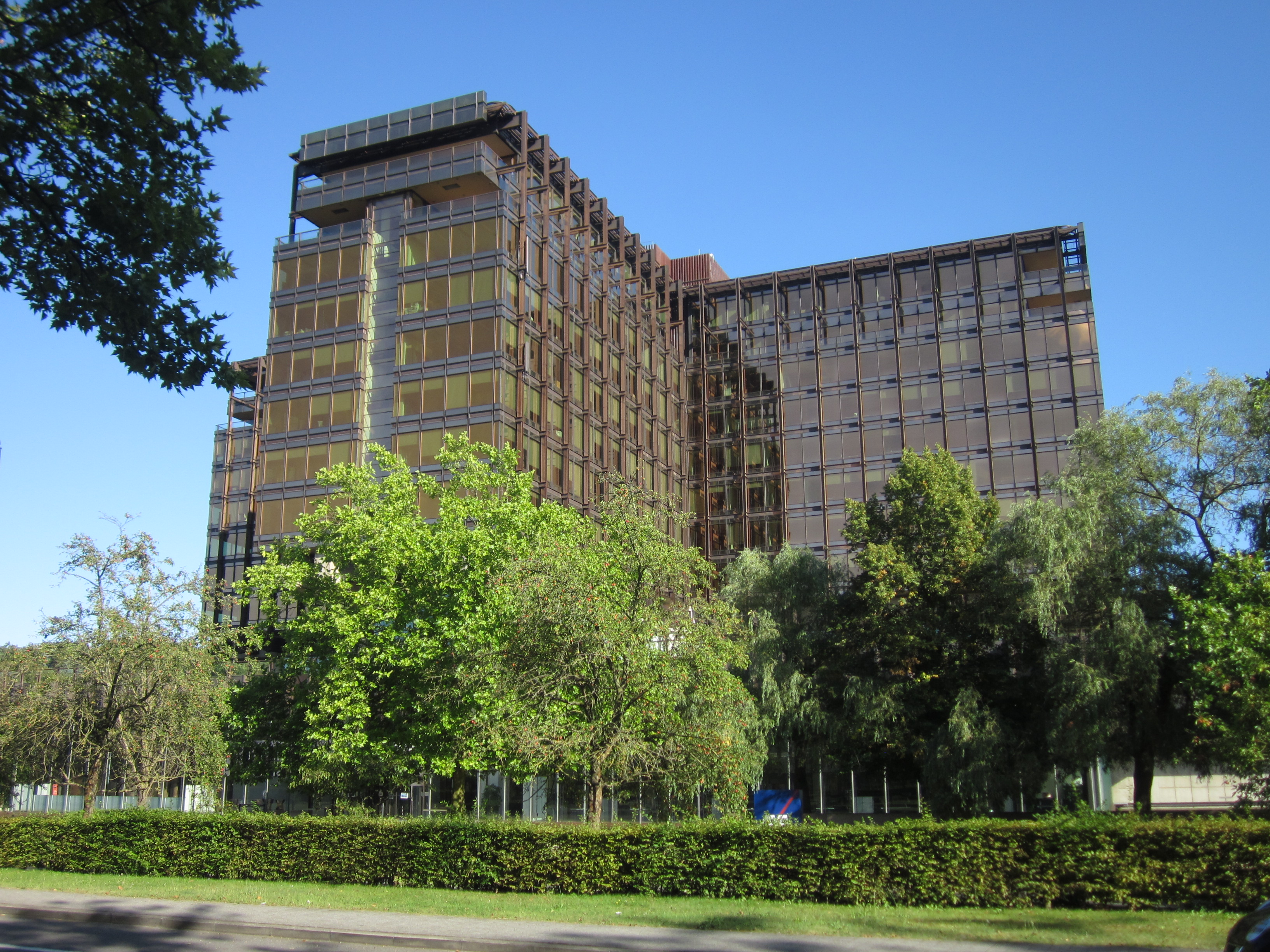
Royale Belge (Dufau et Stapels, 1967).

### La fin du fonctionnalisme
Une réaction radicale au fonctionnalisme apparaît dès la fin des années 1970 sous la forme du postmodernisme qui entend ramener la ville à l'échelle humaine, en s'inspirant notamment des canons classiques réadaptés à des immeubles modernes.
Ainsi, l'architecture se défait progressivement du fonctionnalisme jugé trop pesant et dogmatique. De plus, de nombreux gratte-ciel bruxellois sont transformés par des architectes post-modernes durant les années 1980, 1990 et 2000, qu'ils soient simplement modernisés et réagencés (comme la tour du Midi et la tour des Finances transformées par Michel Jaspers, la tour Madou rénovée par le Bureau d'architectes ASSAR, le Botanic Building relifté par l'Atelier d'architecture de Genval ou encore la tour AG modifiée par Arte Polis, ou qu'ils soient rasés et reconstruits comme le Centre international Rogier (Michel Jaspers) ou comme la tour de la Loterie Nationale (Central Plaza).
Par contre, les « low-rise buildings », à l'architecture généralement plus soignée, ont été presque tous conservés.
Jamais aucun style architectural n'a été sanctionné de façon aussi forte et rapide.[réf. souhaitée]

## Typologie

### Immeubles de bureau

#### Gratte-ciel (High-rise buildings)
Le groupe d'immeubles le plus important en termes d'impact sur l'urbanisme est bien entendu constitué par les gratte-ciel avec fonction de bureaux comme les tours du World Trade Center, la tour du Midi, le Centre international Rogier (Martini center), le Botanic Building, la tour IBM, la tour Madou, la tour Astro, la tour des Finances, la tour AG, la tour Philips ou encore le Centre administratif de la Ville de Bruxelles.
Arrivant après la déstructuration du centre de Bruxelles par le chantier de voûtement de la Senne au XIXe siècle, après la saignée provoquée par l'immense chantier de la jonction ferroviaire Nord-Midi et après la destruction du Quartier Nord par le promoteur Charlie De Pauw, ces tours d'acier, de verre et de béton jugées sans âme et sans style modifient sensiblement l'aspect de Bruxelles.
Henri Montois apparaît alors comme un précurseur sur la scène architecturale bruxelloise : en effet, bien qu'ayant débuté comme architecte fonctionnaliste, avec le Botanic Building, il annonce déjà en 1976 les tours postmodernes des années 1990 et 2000 avec la « Blue Tower » de l'avenue Louise (anciennement « tour S.A.I.F.I. »), une tour qui « apparaît comme clairement différente des autres gratte-ciel de Bruxelles ».

Les tours du World Trade Center de Bruxelles
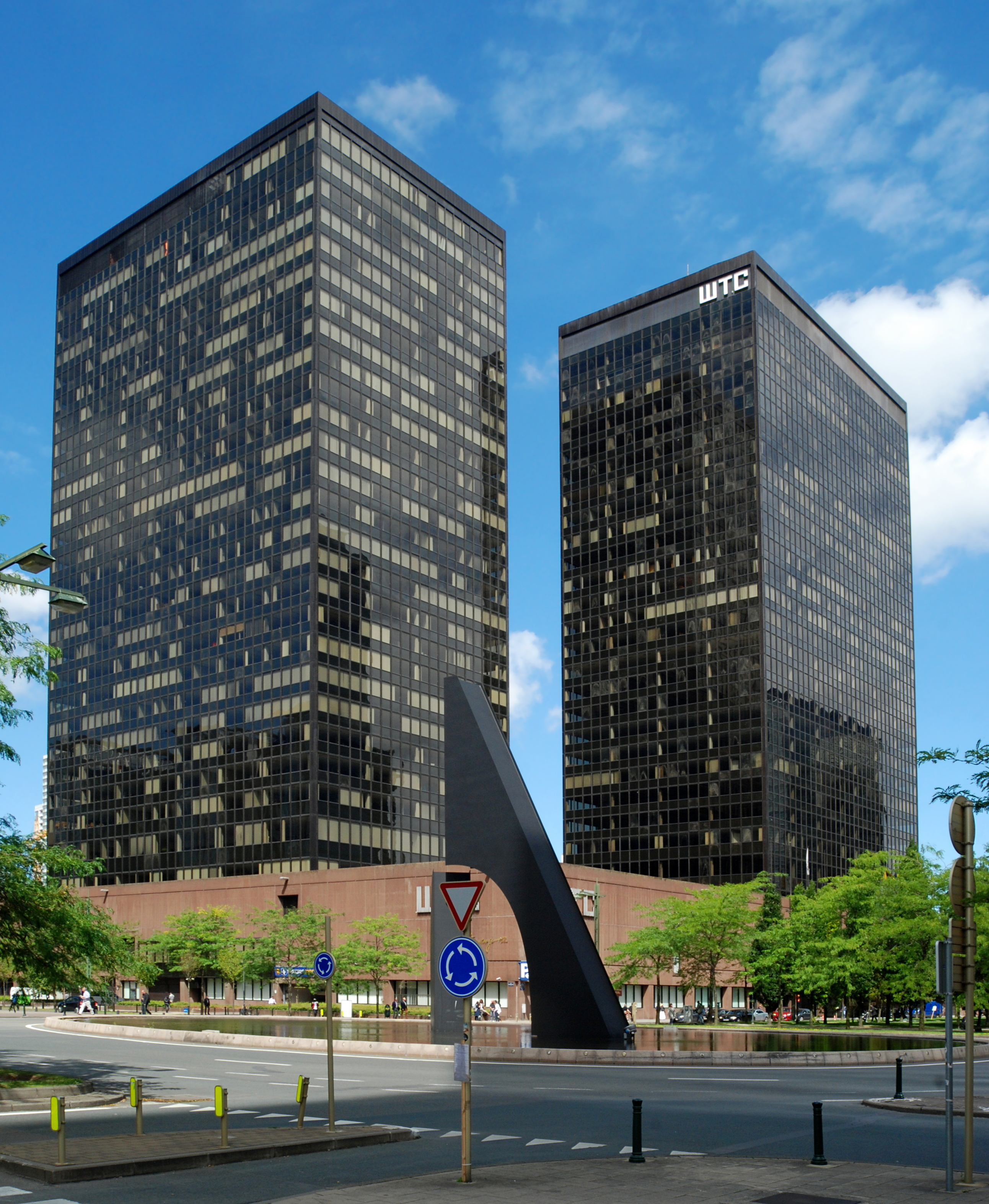
WTC 1 et 2.
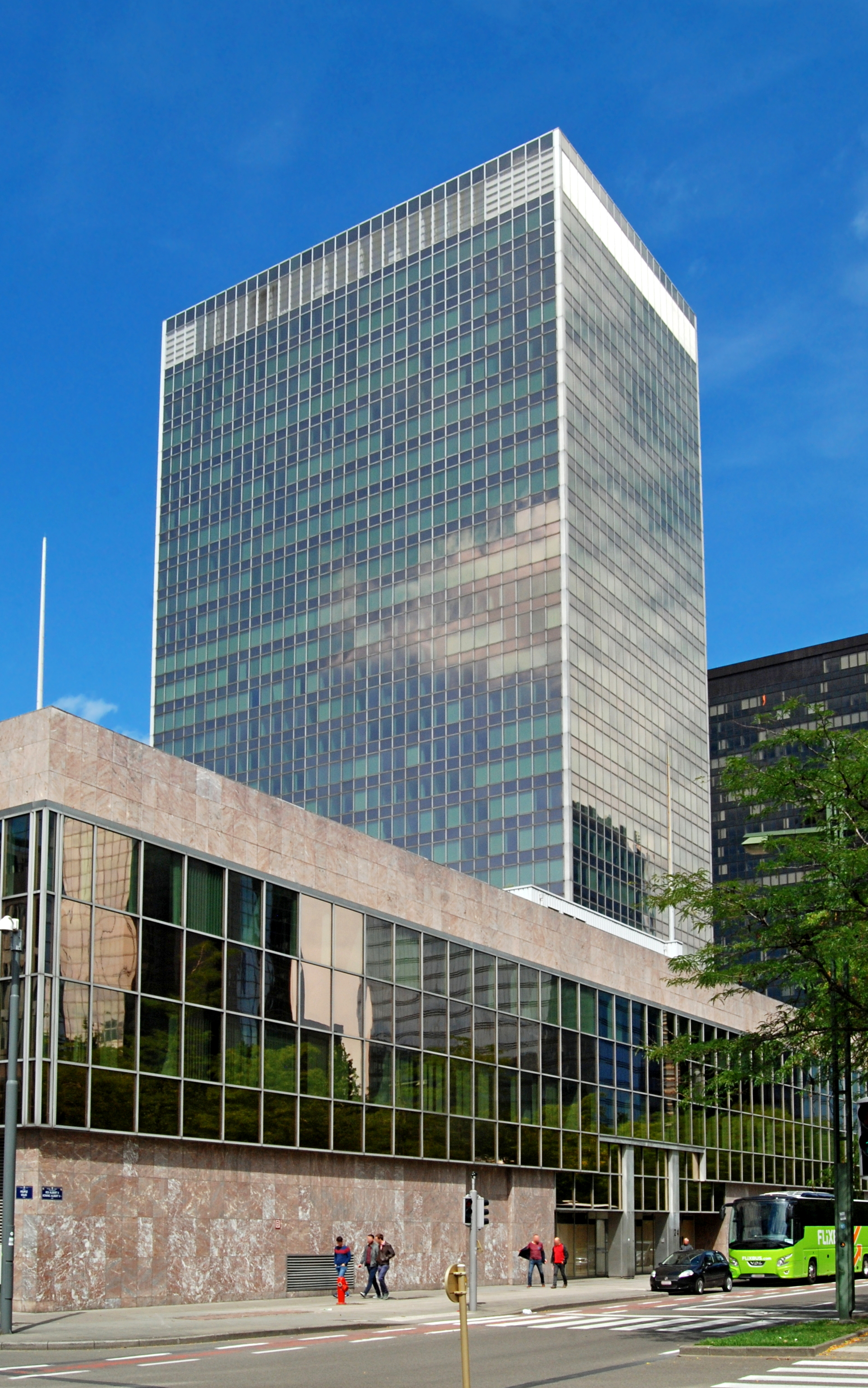
WTC 3.
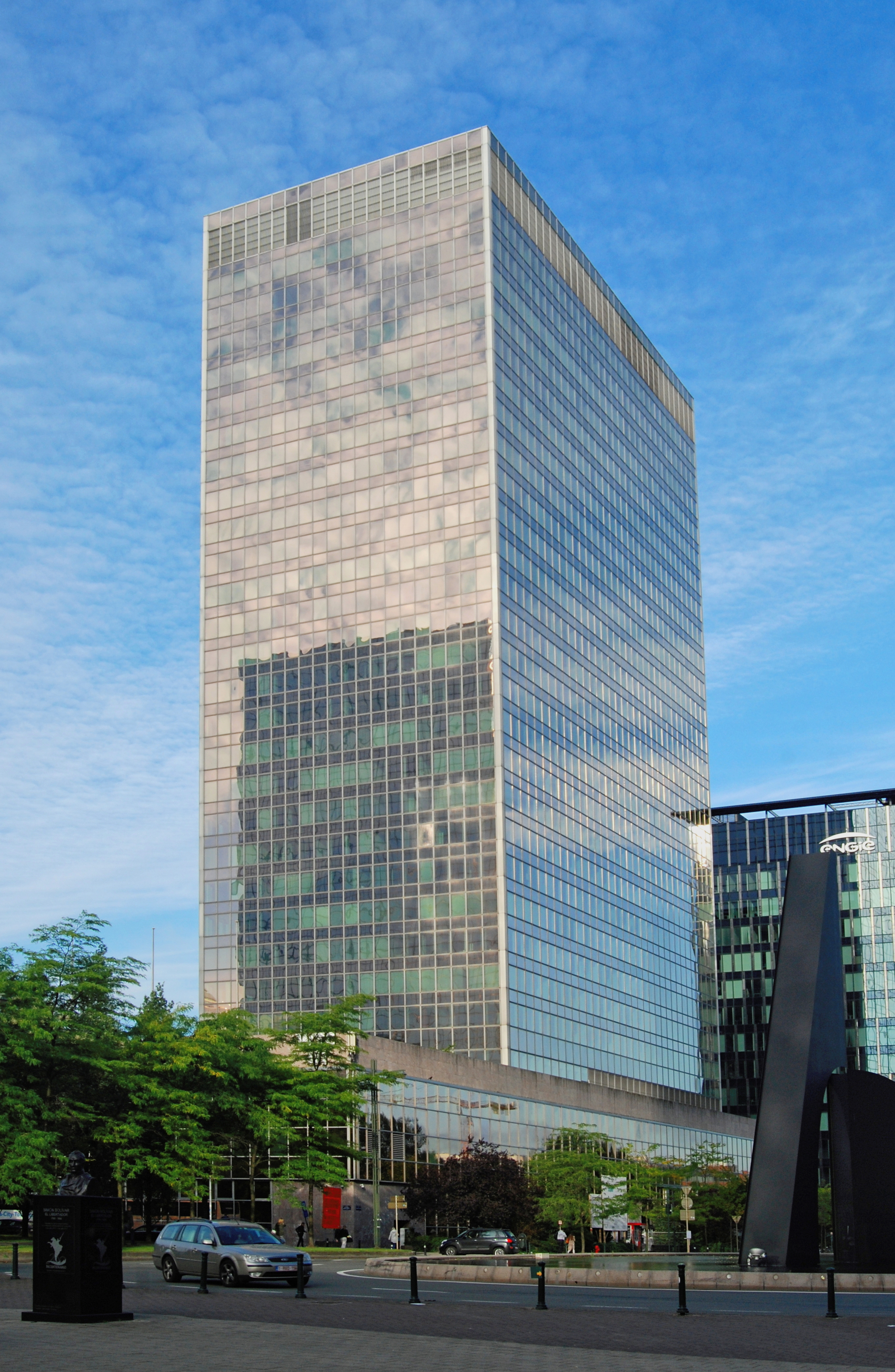
WTC 3.

#### Immeubles bas (Low-rise buildings)

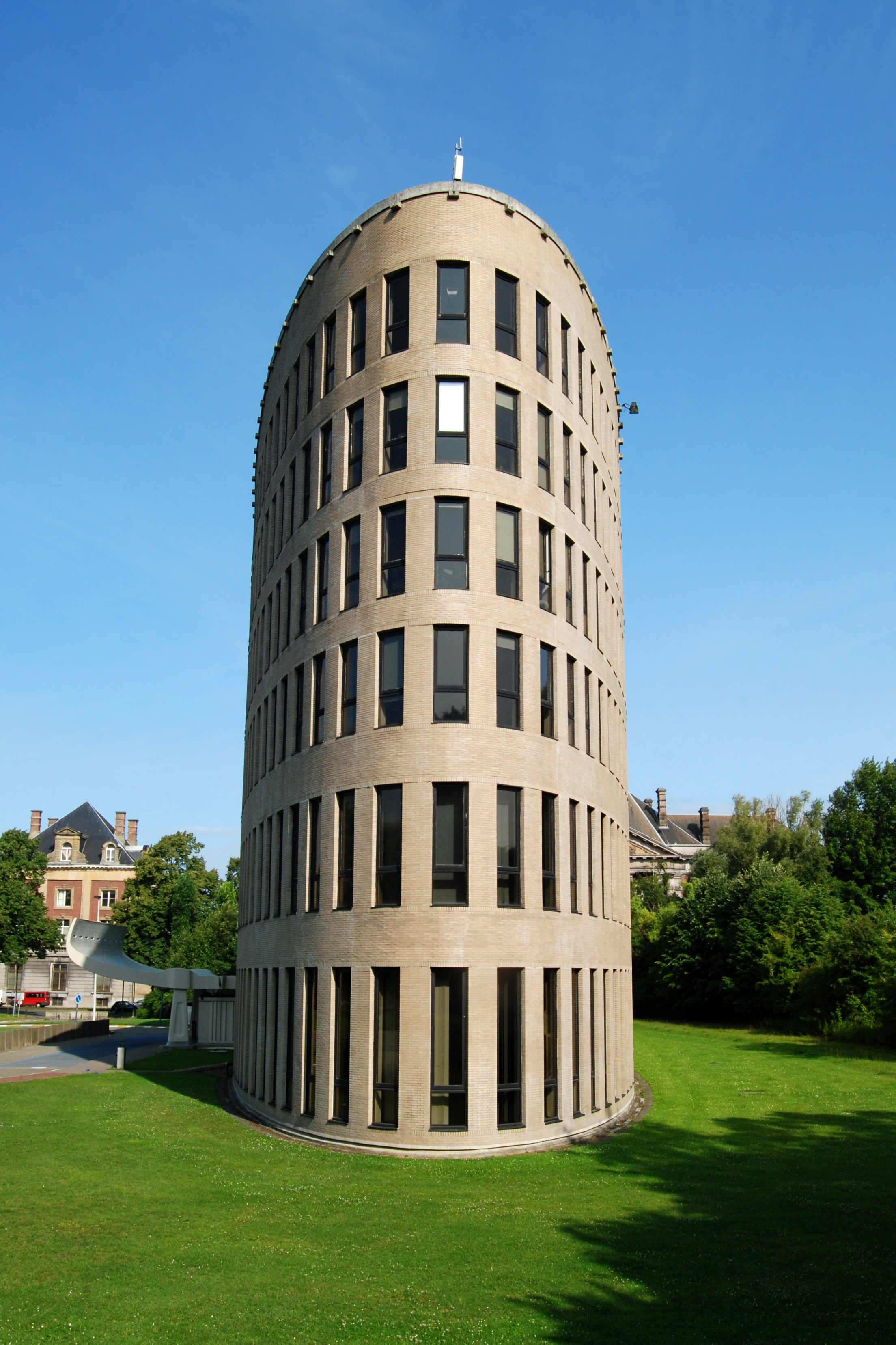
Rectorat de la VUB (Braem 1971-1978).

S'il y a peu de choses à dire du style des gratte-ciel fonctionnalistes, il en va tout autrement des « Low-rise buildings » qui présentent une architecture nettement plus soignée à laquelle le postmodernisme s'est bien gardé de toucher.
On peut distinguer ici plusieurs types de « Low-rise buildings » :
- un premier type constitué d'immeubles dont les façades sont constituées d'éléments en béton blanc à la structure répétitive, comme le siège de la Banque Lambert (Bunshaft), le siège de la CBR (Brodzki, Lambrichs), le premier siège de SWIFT à la Hulpe (Brodzki), le bâtiment Marais de la CGER (Lambrichs), l'immeuble du Crédit Communal et du Passage 44 (Lambrichs), le Rectorat de la Vrije Universiteit Brussel (Braem)[4] ou encore le siège de Hewlett-Packard au boulevard de la Woluwe (Demeester);
- un deuxième type constitué d'immeubles à l'architecture profondément novatrice comme le siège de Glaverbel, immeuble circulaire combinant la pierre naturelle et le verre conçu par Braem, Guillissen, Jacqmain et Mulpas[5], ou comme le siège de la Royale Belge, immeuble cruciforme conçu par Dufau et Stapels[6] et doté d'une structure en acier Corten;
- un troisième type, les low-rise buildings en verre bleu, type représenté par l'immeuble « Louise / Claus » édifié en 1974 par Henri Montois qui, par cet « immeuble au caractère intemporel »[7], annonce ici aussi le postmodernisme et ses immeubles en verre bleu comme le « North Gate I, II et II » de l'Atelier d'architecture de Genval;
- enfin, un quatrième type, constitué d'immeubles au parement fait de plaques de métal brun, comme le siège de la Générale de Banque (Guillissen, Van Kuyck, Housiaux, Jean Polak) ou le bâtiment « Tiberghien » de la CGER (Lambrichs) ; ce type d'immeubles très sombres ne franchira pas le cap de la deuxième décennie du XXIe siècle puisque le « Tiberghien » et le siège de la Générale de Banque ont été démolis en 2013 et en 2016 respectivement ;  notons que ces destructions ne sont pas provoquées par la vague postmoderne mais, d'une part, par la vente par BNP Paribas d'une partie du parc immobilier hérité de la CGER et, d'autre part, par la reconstruction de ce qui fut le siège de la Générale de Banque, non conforme aux prescrits urbanistiques car visible depuis le parc de Bruxelles.

Low-rise buildings
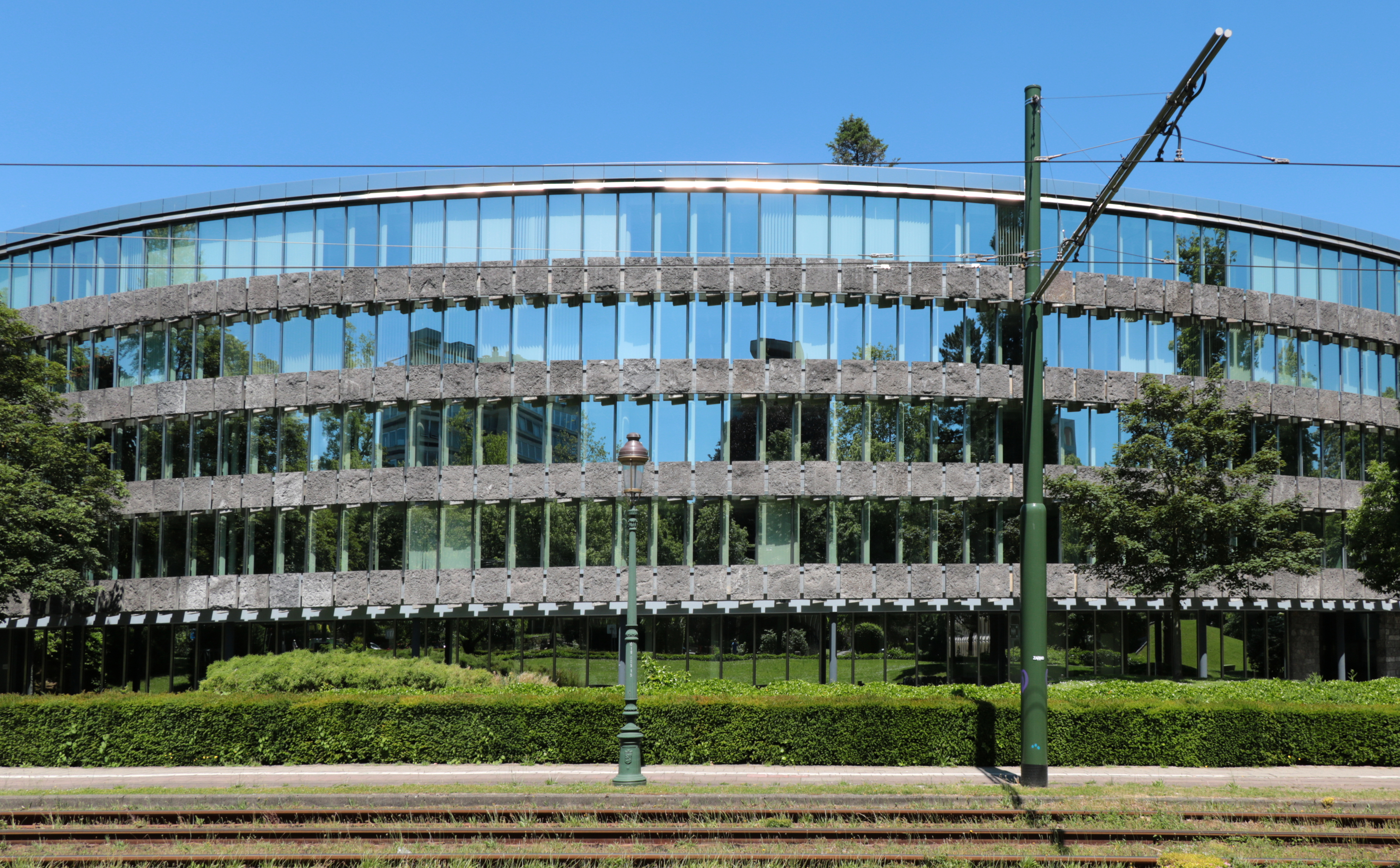
Immeuble Glaverbel.
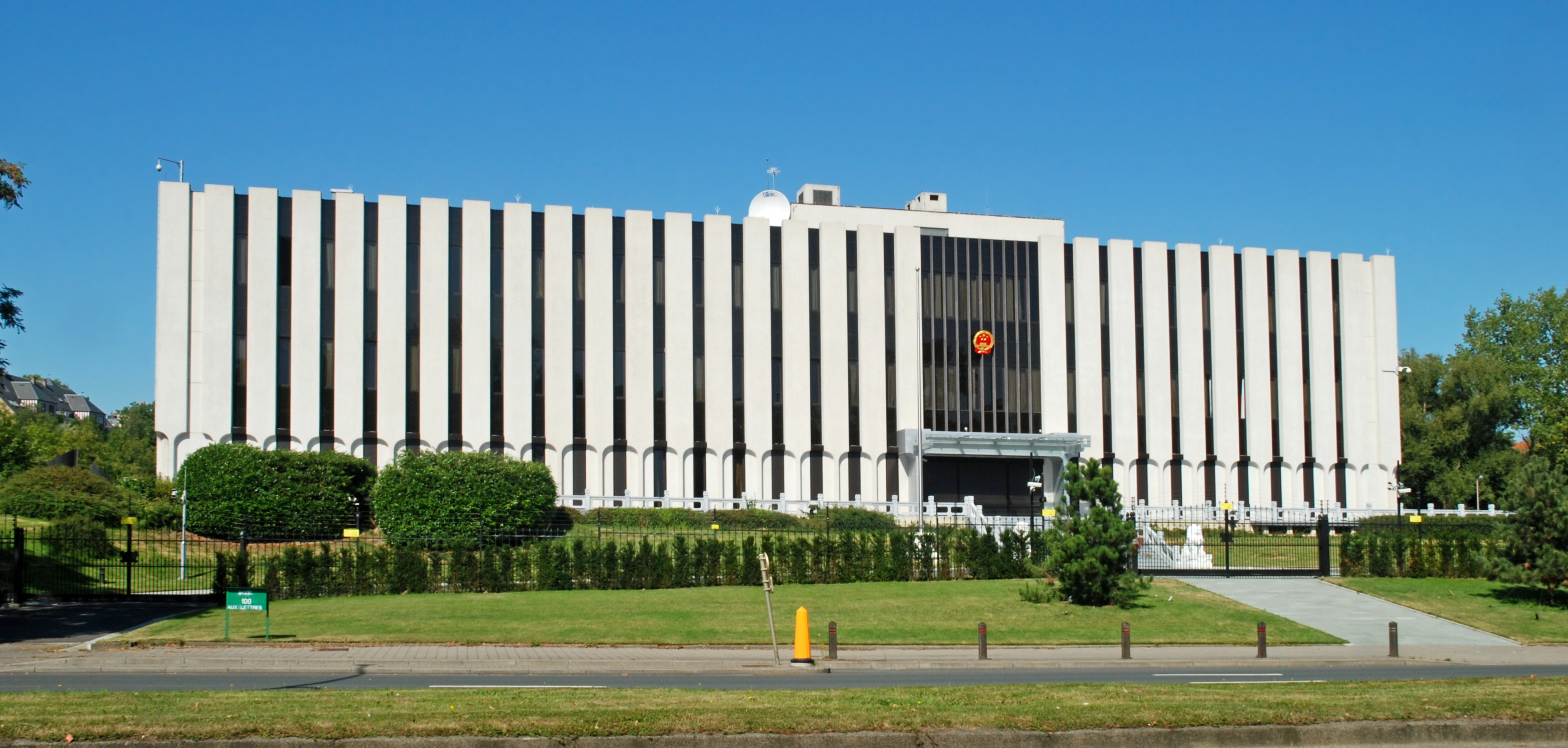
Hewlett-Packard (Demeester - 1979), boulevard de la Woluwe no 100.
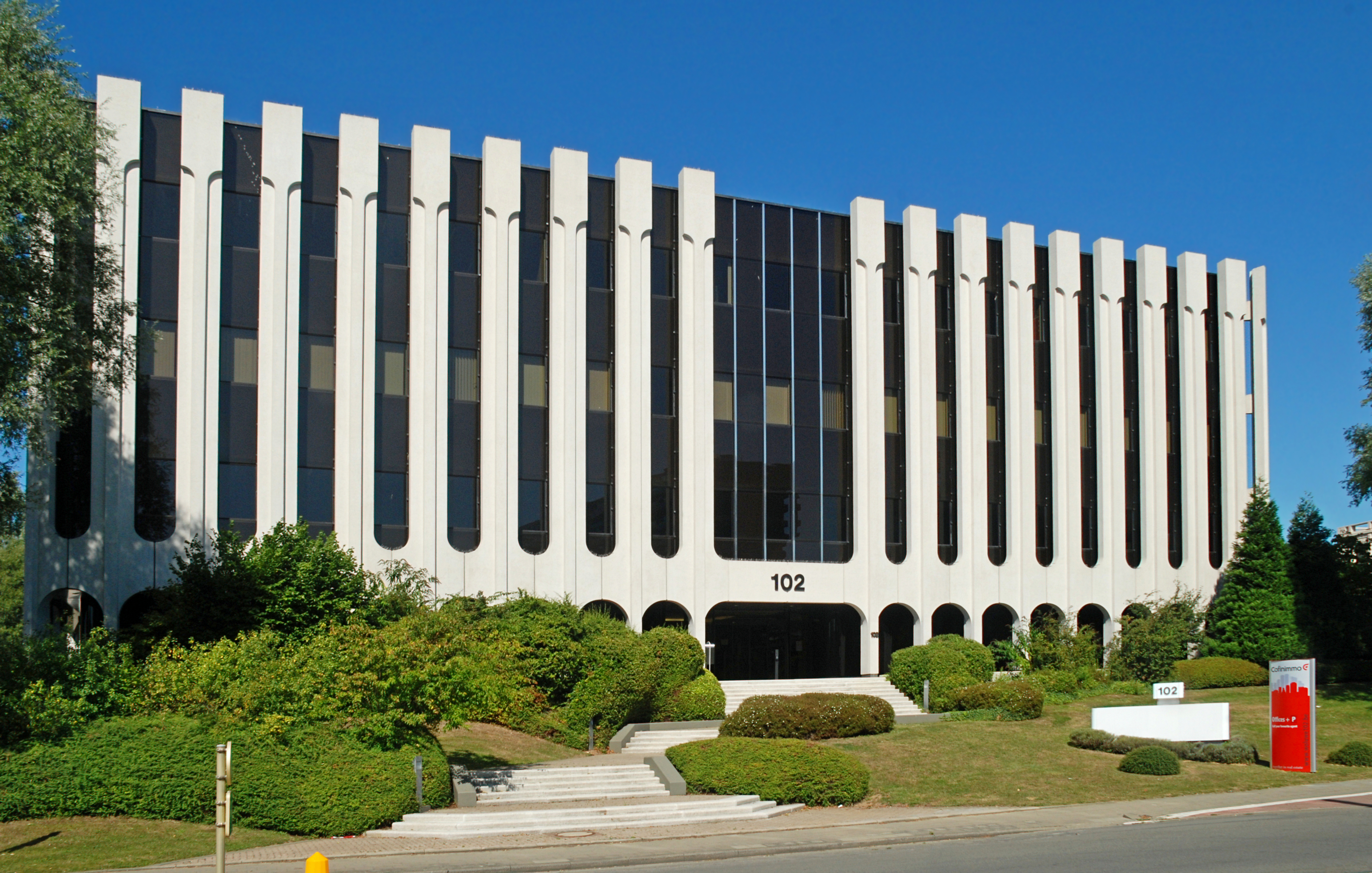
Boulevard de la Woluwe no 102.
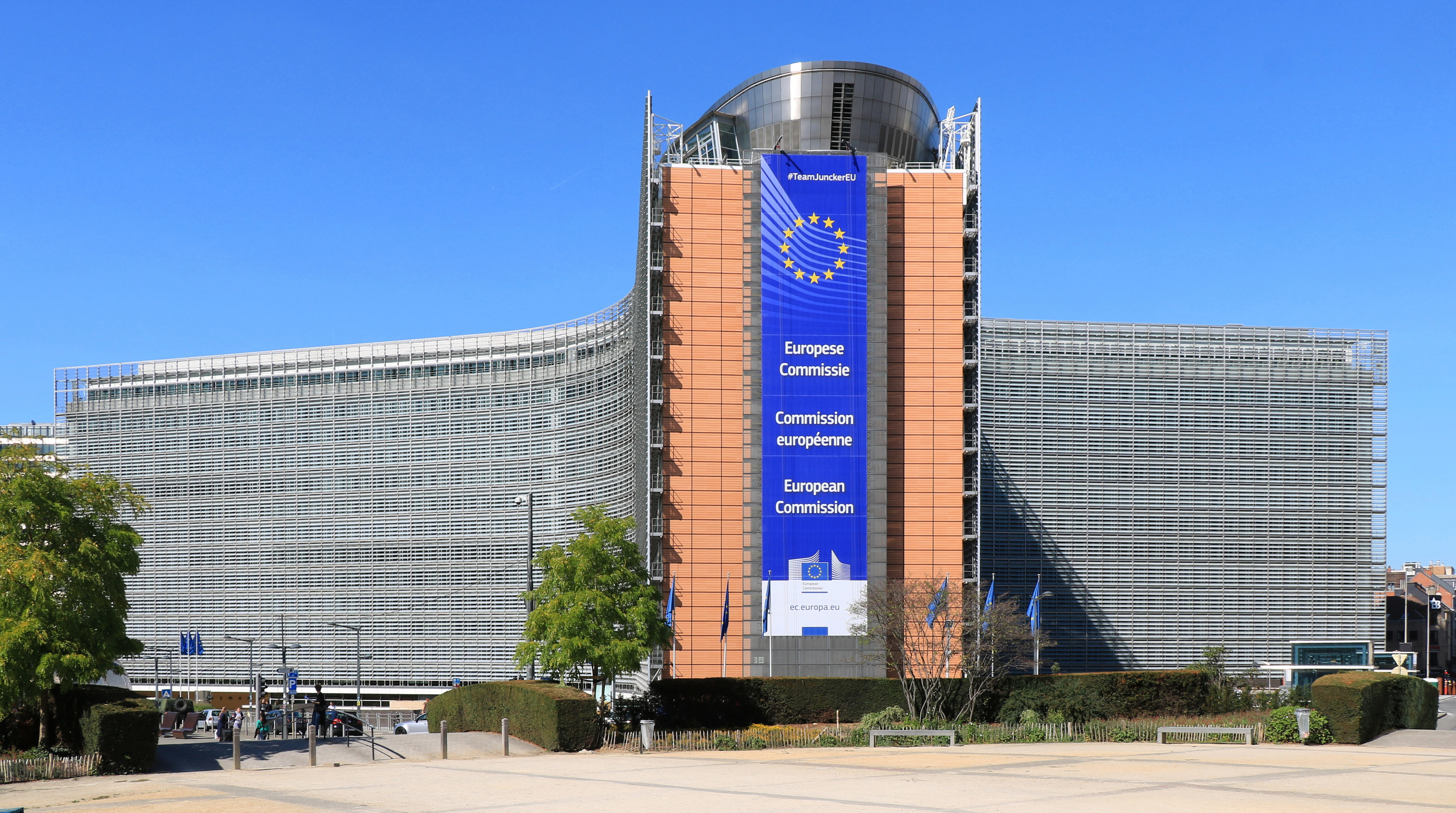
Siège de la Commission européenne à Bruxelles (bâtiment Berlaymont).

### Hôtels

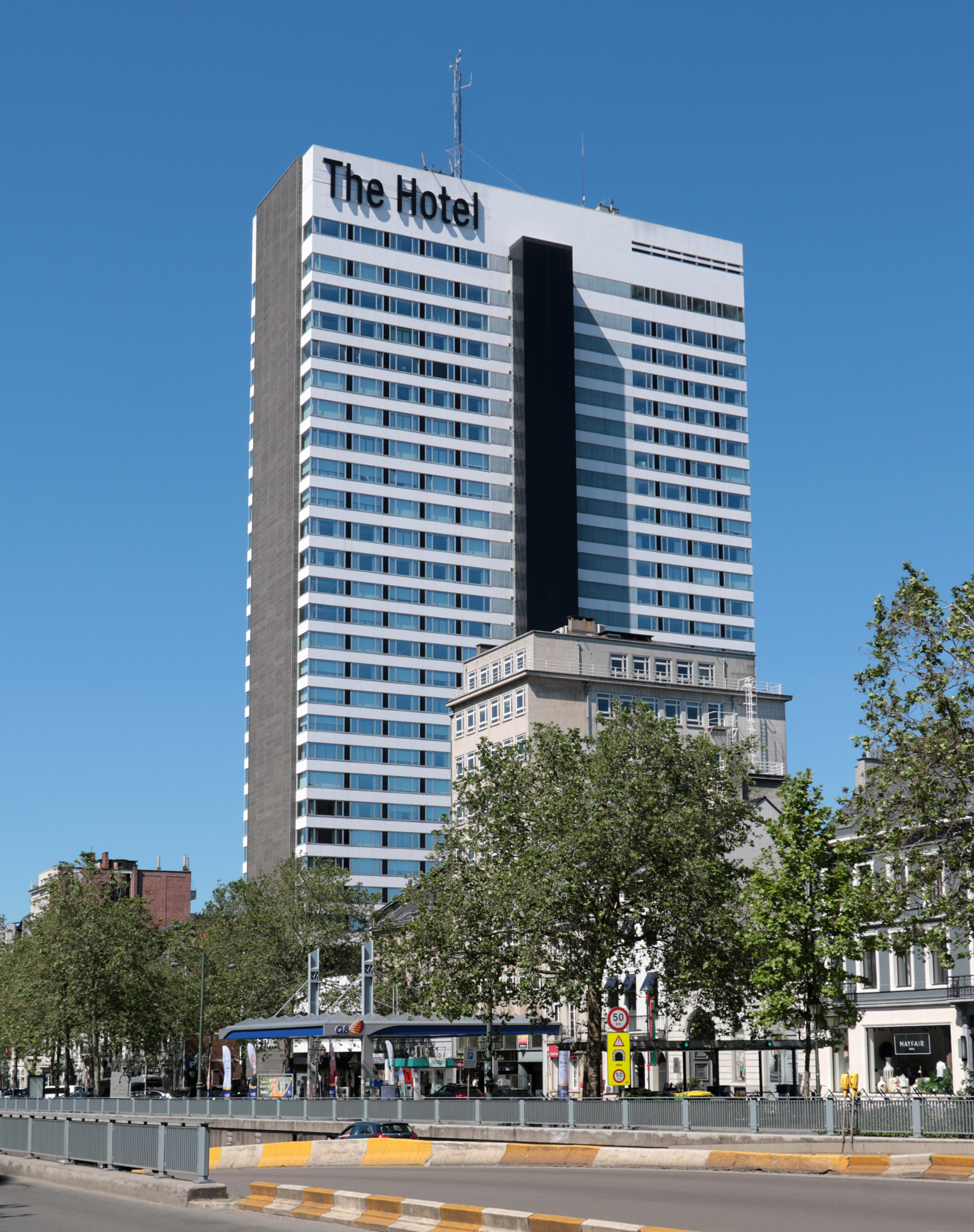
L'hôtel Brussels Hilton
(devenu The Hotel).

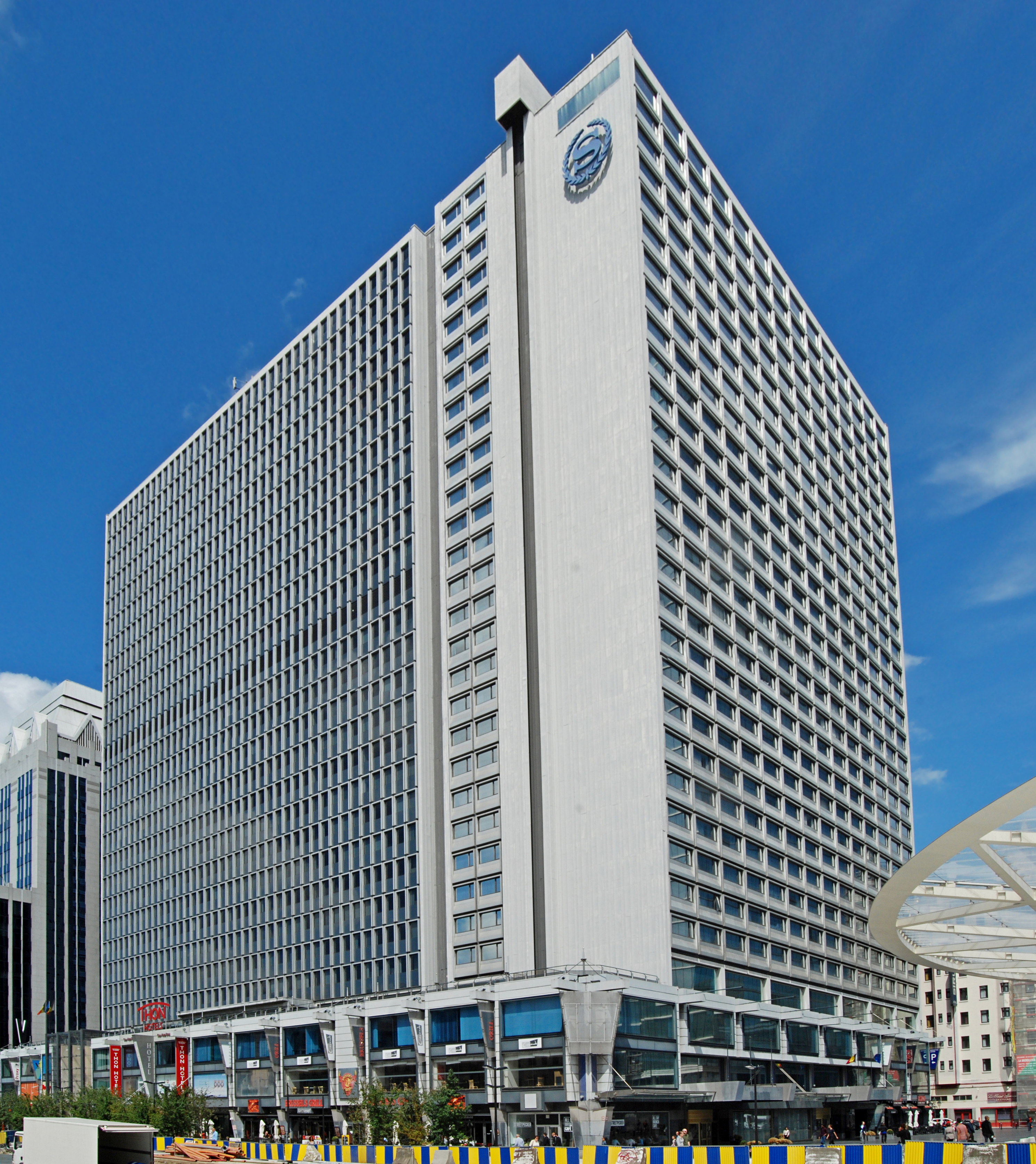
Le Manhattan Center avant sa rénovation en 2018.

Quelques hôtels ont été construits à l'époque fonctionnaliste.
Avec l'hôtel Brussels Hilton, Henri Montois signe une réalisation qui se distingue des autres immeubles issus de la production fonctionnaliste par l'utilisation de la pierre sur toute la hauteur de la façade sud, tournée vers le boulevard de Waterloo. Par ailleurs, « Comme dans beaucoup de projets conçus par Henri Montois, l'hôtel est orné d'œuvres d'art d'artistes internationaux comme Vic Gentils, Jean-Pierre Ghijsels, Émile Souply ou Victor Vasarely, parmi beaucoup d'autres ».
Dans cette catégorie, on citera encore l'ancien Hôtel Westbury (Robert Goffaux), devenu ultérieurement la tour de la Loterie Nationale, et le Manhattan Center (Groupe Structures), qui combine la fonction d'hôtel (Sheraton) et de bureaux.

### Logement

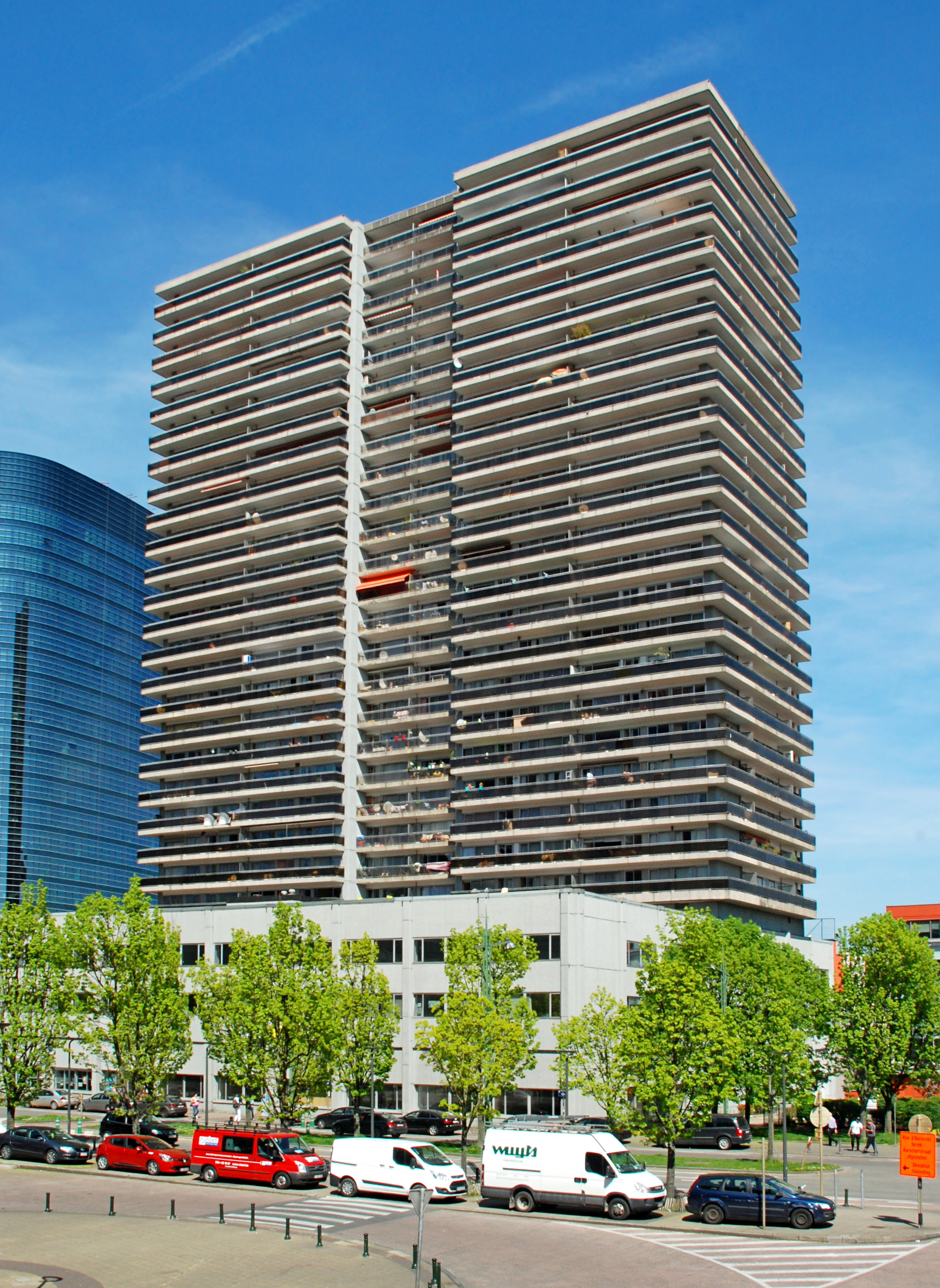
Résidence Nord.

L'époque fonctionnaliste voit fleurir un grand nombre d'immeubles de logement à bas prix.
Aux côtés de la Résidence Brusilia, réalisée par l'architecte Jacques Cuisinier, on citera les innombrables réalisations de sociétés comme Etrimo (« Société d’Études et de Réalisations Immobilières en Faveur des Classes moyennes », fondée par l'architecte moderniste et Art déco Jean-Florian Collin) ou Amelinckx, dont la tour Résidence Nord.
Mais il faut également citer des blocs de logements sociaux réalisés en plein centre de Bruxelles comme les blocs « rue des Potiers » et « Rempart des Moines ».

### Bâtiments et hôpitaux universitaires
Bâtiments universitaires
- Henri Montois : Faculté de Médecine de l'Université catholique de Louvain à Woluwe-Saint-Lambert, Faculté de Médecine de l'ULB et Faculté des Sciences de l'ULB à Bruxelles ;
- André Jacqmain : place des Sciences et Bibliothèque des Sciences à Louvain-la-Neuve (1970), où triomphe l'aspect « béton brut » ;
- Renaat Braem : Rectorat de la Vrije Universiteit Brussel (VUB, 1978).

Hôpitaux
- Henri Montois : Hôpital Saint-Luc (Woluwe-Saint-Lambert), Centre hospitalier de la Citadelle à Liège.

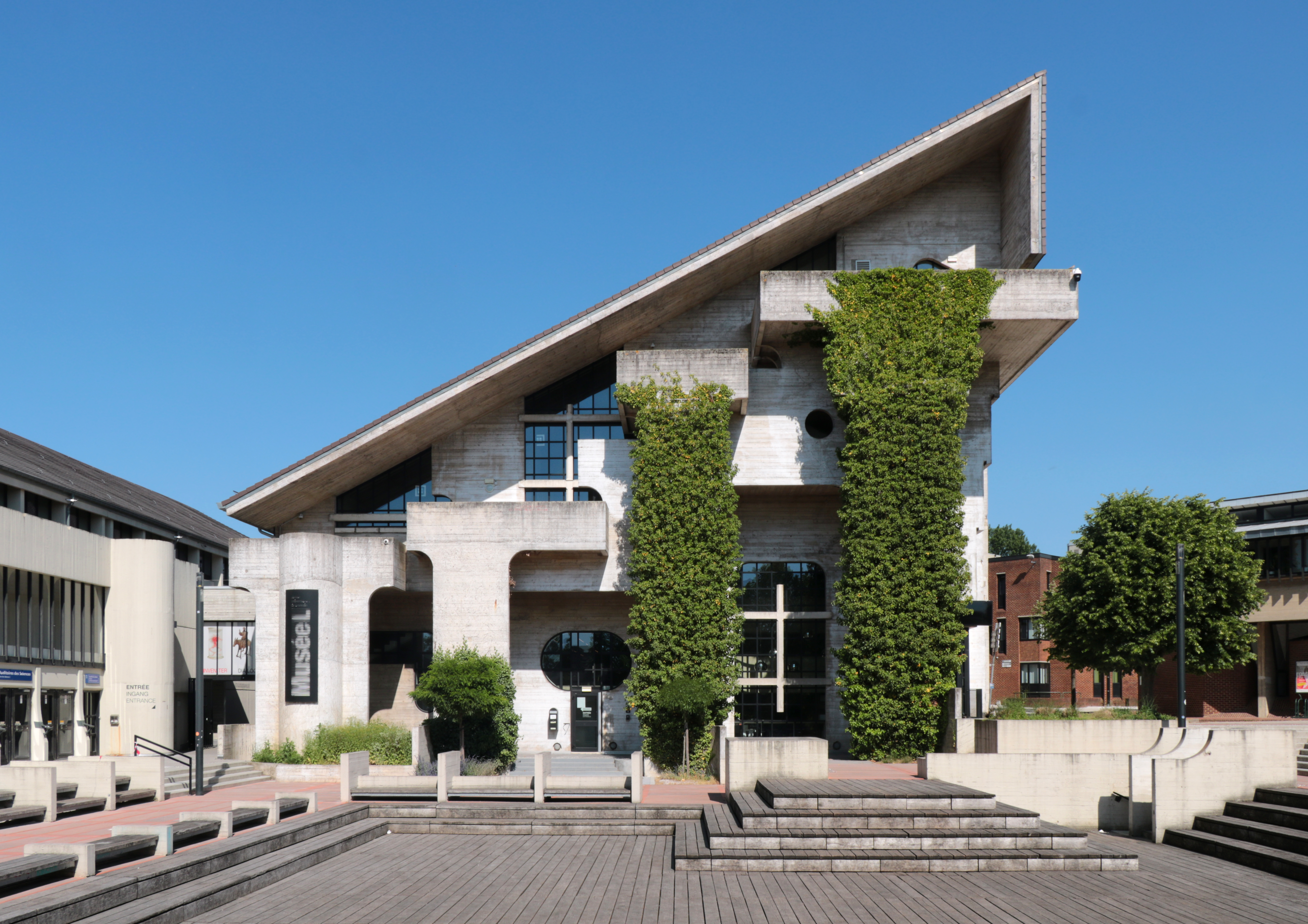
Bibliothèque des Sciences à Louvain-la-Neuve (André Jacqmain - 1970).
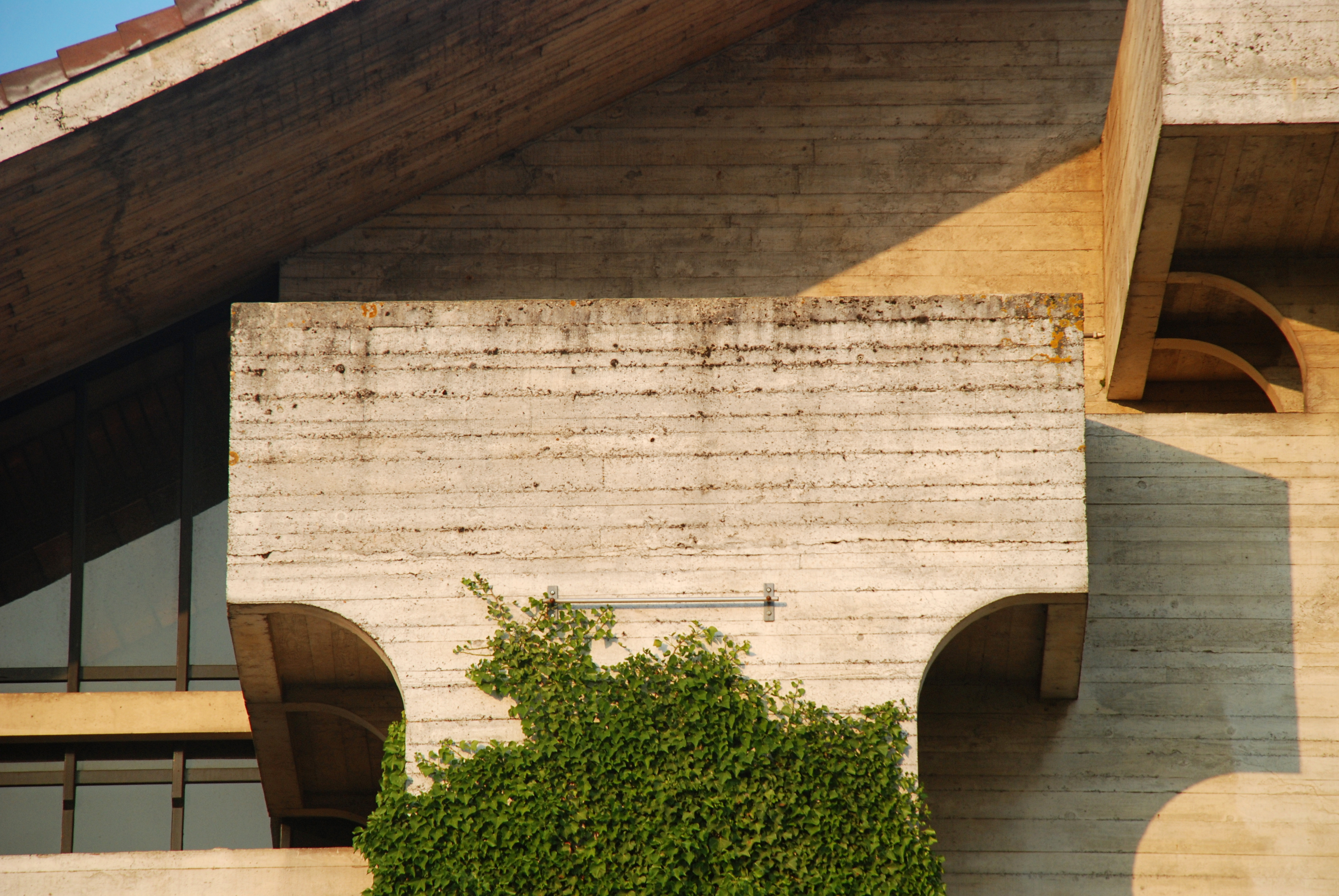
Bibliothèque des Sciences à Louvain-la-Neuve : l'aspect « béton brut ».
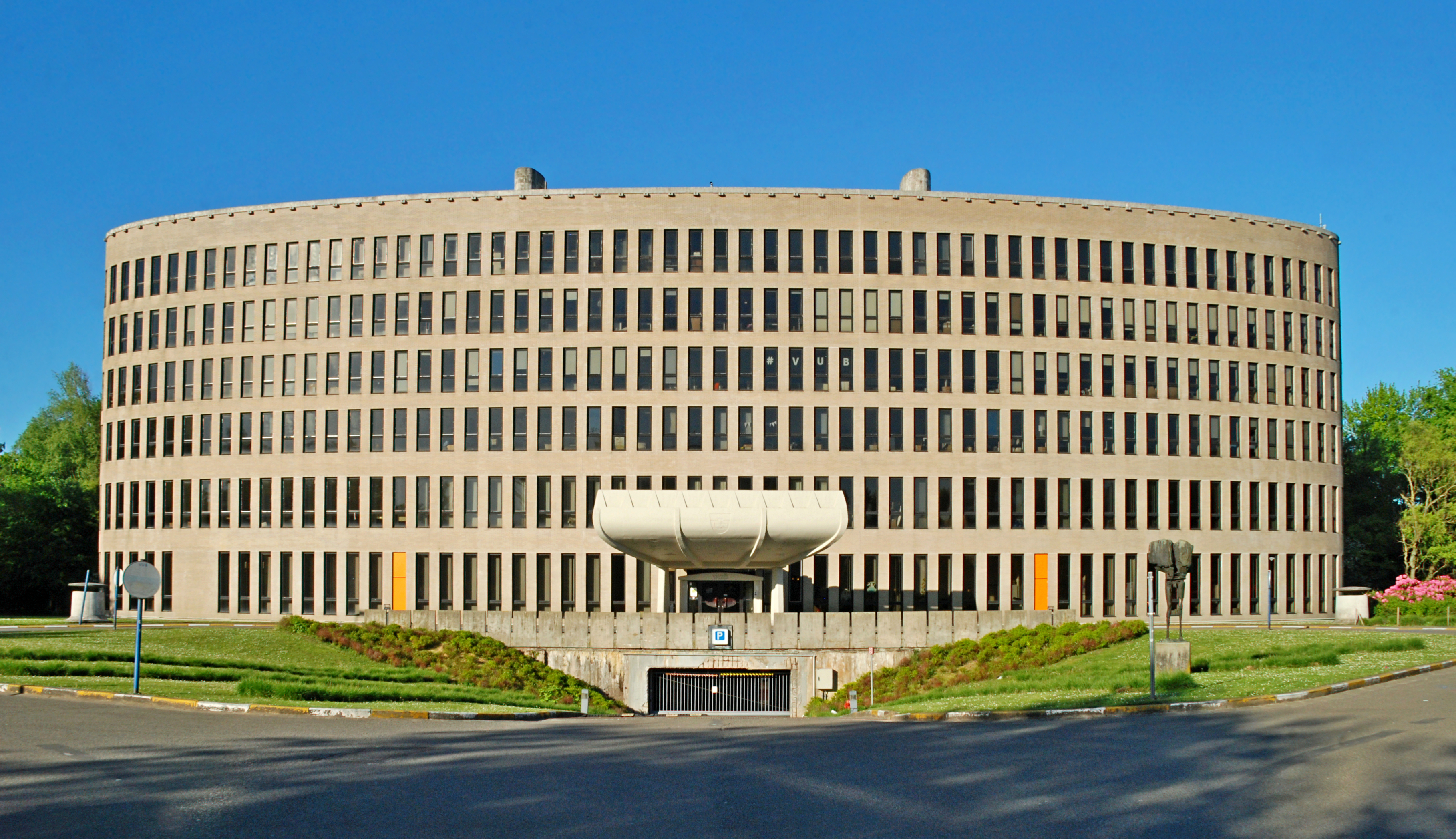
Rectorat de la VUB à Bruxelles (Renaat Braem - 1978).

## Les architectes fonctionnalistes et leurs principales réalisations
L'époque fonctionnaliste est marquée, plus que toute autre période de l'architecture en Belgique, par des collaborations entre architectes.
Voici la liste des architectes fonctionnalistes belges, classés chronologiquement en fonction du début de leur production fonctionnaliste, avec leurs réalisations les plus marquantes.
| Début | Architecte           | Dates                                                   | Principales réalisations | Collaborations |
| ----- | -------------------- | ------------------------------------------------------- | --- | --- |
| 1954  | Hugo Van Kuyck       | 1954-57 1958-68 1968-80 1968-83                         | Tour de la Prévoyance Sociale (P&V), Cité administrative de l'État, Siège de la Générale de Banque Tour des Finances                                                        | - Lambrichs, Van Kuyck, Ricquier, Gilson Guillissen, Van Kuyck, Housiaux, Jean Polak Van Kuyck, Lambrichs, Stynen |
| 1954  | Henri Montois        | 1954 1956 1963-67 1965 1967-76 1974 1976                | Maison Montois Maison Prigogyne Brussels Hilton Botanic Building Hôpital Saint-Luc Immeuble « Louise / Claus » Tour S.A.I.F.I. (Blue Tower)                                 | Montois, Courtois Montois, Courtois Gran, Montois - - |
| 1955  | André Jacqmain       | 1955-57 1963-67 1975                                    | Immeuble Foncolin Siège de Glaverbel, Bibliothèque des Sciences de Louvain-la-Neuve                                                                                         | - Braem, Guillissen, Jacqmain, Mulpas - |
| 1956  | Renaat Braem         | 1956-63 1963-67 1971-78                                 | Cité Modèle du Heysel, Siège de Glaverbel, Rectorat de la Vrije Universiteit Brussel                                                                                        | Braem, Groupe Structures, Groupe l'Équerre Braem, Guillissen, Jacqmain, Mulpas - |
| 1956  | Constantin Brodzki   | 1956 1967-70 1980-83                                    | Musée musée lapidaire de Montauban Siège de CBR (Cimenteries Belges Réunies) SWIFT - siège Gulliver I                                                                       | - Brodzki, Lambrichs - |
| 1956  | Gordon Bunshaft      | 1956-60                                                 | Siège de la Banque Lambert | Skidmore, Owings & Merril et Gordon Bunshaft |
| 1958  | Jacques Depelsenaire | 1958 1959 1962 1964 1968                                | Centre de délassement de Marcinelle Hôpital civil de Charleroi Institut médical de traumatologie et de réadaptation Centre Albert Palais de justice de Charleroi            | - - Paul Hayot, Michel Marchal - |
| 1958  | Marcel Lambrichs     | 1958-68 1962-68 1963-71 1967-70 1968-83 1969-73 1972-75 | Cité administrative de l'État Tour du Midi Crédit Communal et Passage 44 Siège de CBR (Cimenteries Belges Réunies) Tour des Finances CGER « Marais » CGER « Tiberghien »    | Lambrichs, Van Kuyck, Ricquier, Gilson Y.Blomme, JF Petit, J.Hendrickx, Lambrichs… Lambrichs, Delfosse, Grochowski, de Laveleye Brodzki, Lambrichs Van Kuyck, Lambrichs, Stynen Lambrichs, Grochowski, de Laveleye - |
| 1958  | Jacques Cuisinier    | 1958 1967 1967-71 1970                                  | Centre international Rogier Immeuble Charlemagne Centre administratif de la Ville de Bruxelles Brusilia                                                                     | - - Cuisinier, Gilson, A&J Polak, R.Schuiten - |
| 1958  | Jean Gilson          | 1958-68 1963-69 1967-71                                 | Cité administrative de l'État Berlaymont Centre administratif de la Ville de Bruxelles                                                                                      | Lambrichs, Van Kuyck, Ricquier, Gilson De Vestel, Gilson, A&J Polak Cuisinier, Gilson, A&J Polak, R.Schuiten |
| 1958  | Groupe Structures    | 1958-65 1960-72 1967-69 1968-73 1969-74 1972 1972       | Logements sociaux « rue des Potiers » Cité Modèle du Heysel Tour Philips Manhattan Center World Trade Center Centre de Communication Nord Siège central des supermarchés GB | - Braem - Structures - Groupe l'Équerre - Stapels, Emery, Structures, A&J Polak - - |
| 1959  | Léon Stynen          | 1959-65                                                 | Centrale de la R.T.T. | Léon Stynen, Paul De Meyer |
| 1962  | Robert Goffaux       | 1962-63 1963-64 1967-70                                 | Hôtel Westbury (Tour de la Loterie Nationale) Tour Madou Tour AG | - Robert Goffaux, C.Heywang - |
| 1962  | Charles Rimanque     | 1962                                                    | Institut royal du patrimoine artistique | - |
| 1963  | Pierre Guillissen    | 1963-67 1968-80                                         | Siège de Glaverbel, Siège de la Générale de Banque | Braem, Guillissen, Jacqmain, Mulpas Guillissen, Van Kuyck, Housiaux, Jean Polak |
| 1963  | Victor Mulpas        | 1963-67                                                 | Siège de Glaverbel, | Braem, Guillissen, Jacqmain, Mulpas |
| 1963  | Lucien De Vestel     | 1963-69                                                 | Berlaymont | De Vestel, Gilson, A&J Polak |
| 1963  | André et Jean Polak  | 1963-66 1967-71 1969-74                                 | Tour Generali Centre administratif de la Ville de Bruxelles World Trade Center                                                                                              | - Cuisinier, Gilson, A&J Polak, R.Schuiten Stapels, Emery, Structures, A&J Polak |
| 1966  | Pierre Dufau         | 1966-67                                                 | Siège de la Royale Belge, | Dufau, Stapels |
| 1966  | René Stapels         | 1966-67 1969-74                                         | Siège de la Royale Belge, World Trade Center | Dufau, Stapels Stapels, Emery, Structures, A&J Polak |
| 1968  | Christian Housiaux   | 1968-80                                                 | Siège de la Générale de Banque | Guillissen, Van Kuyck, Housiaux, Jean Polak |
| 1971  | Georges Housiaux     | 1969-71                                                 | Collège d'Erpent (Namur) | |
| 1972  | Albert De Doncker    | 1972-76 1980-86 1980                                    | Tour Astro (SNCI) CGER - bâtiment C CGER - bâtiment F | - Wybauw, De Doncker, Samyn, Bresseleers De Doncker, Wybauw, Samyn |
| 1972  | Henri Guchez         | 1972-74                                                 | Tour TBR (Tour RTT) | - |
| 1976  | Walter Bresseleers   | 1976-78                                                 | Tour IBM | |
| 1979  | Demeester            | 1979-86                                                 | Siège de Hewlett-Packard (boulevard de la Woluwe no 100) | |

## Immeubles fonctionnalistes transformés à l'époque postmoderne
Comme il a été dit plus haut, plusieurs immeubles fonctionnalistes ont été soit transformés en style postmoderne, soit démolis et reconstruits dans ce style.
L'immeuble Régent 44 (boulevard du Régent 44 à Bruxelles) est un excellent exemple de la démarche postmoderne. L'immeuble initial (architecte P. Eenens, 1966) présentait une banale façade de béton et de verre. Le bureau d'architecture Henri Montois a habillé cette façade de verre bleu et de granit poli et l'a rythmée de pilastres en granit poli décorés, à la base, de rudentures (cannelures) et, au sommet, d'ornements en métal évoquant des chapiteaux, réintroduisant ainsi les ornements et la référence aux styles du passé, ainsi que la pierre naturelle généralement peu prisée par l'architecture fonctionnaliste (si on excepte le siège de Glaverbel et l'hôtel Brussels Hilton).
Voici les plus marquantes de ces transformations, avec le nouveau nom éventuel de l'immeuble ainsi que le nom de l'architecte ou du bureau d'architectes postmoderne qui en a assuré la transformation :
| Immeuble                      | Architecte fonctionnaliste                                                                  | Statut      | Nouveau nom   | Architecte postmoderne           | Date      |
| ----------------------------- | ------------------------------------------------------------------------------------------- | ----------- | ------------- | -------------------------------- | --------- |
| Tour AG                       | Robert Goffaux                                                                              | Transformée | Bastion Tower | Arte Polis                       | 1993-1998 |
| Swiss Life                    |                                                                                             | Transformé  | -             | Bureau Montois                   | 1994      |
| Tour du Midi                  | Yvan Blomme, Petit, Hendrickx, Lambrichs, Aerts, Ramon, Bressers, Van Acker, Van Dosselaere | Transformée | -             | Michel Jaspers                   | 1993-1999 |
| Régent 44                     | P. Eenens                                                                                   | Transformé  | -             | Bureau Montois                   | 1997      |
| Charlemagne                   | Jacques Cuisinier                                                                           | Transformé  | -             | Helmut Jahn, Bureau Montois      | 1998      |
| Botanic Building              | Henri Montois                                                                               | Transformé  | -             | Atelier d'architecture de Genval | 2001-2004 |
| Tour Madou                    | Robert Goffaux, C.Heywang                                                                   | Transformée | Madou Plaza   | ASSAR & Archi2000                | 2003-2004 |
| Centre international Rogier   | Jacques Cuisinier                                                                           | Démoli      | Tour Rogier   | Michel Jaspers                   | 2004-2006 |
| Tour de la Loterie Nationale  | Robert Goffaux                                                                              | Démolie     | Central Plaza | Bureau Montois                   | 2004-2006 |
| Tour des Finances             | Van Kuyck, Lambrichs, Stynen                                                                | Transformée | -             | Michel Jaspers                   | 2005-2008 |
| Cité administrative de l'État |                                                                                             | Transformée | -             |                                  | 2010-2012 |
| Tour TBR                      | Henri Guchez                                                                                | Démolie     | -             |                                  | 2013-2017 |